# Roel Deseyn
Roel R.K. Deseyn, né le 14 octobre 1976 à Courtrai est un homme politique belge flamand, membre du CD&V.
Il est licencié en philologie romane et diplômé en sciences des médias et de l'information ; agrégé de l'enseignement supérieur secondaire. Il fut collaborateur de presse à l'Ambassade de France à Bruxelles.

## Fonctions politiques
- Ancien secrétaire arrondissemental du CD&V
- Conseiller communal de Courtrai
- Député fédéral :
  - du 8 octobre 2002 au 12 mai 2010.
  - depuis le x décembre 2011 en remplacement d'Yves Leterme, démissionnaire.